# Andrzej Bobkowski
Andrzej Bobkowski (ur. 27 października 1913 w Wiener Neustadt, zm. 26 czerwca 1961 w Gwatemali) – polski pisarz, eseista, przedsiębiorca, popularyzator modelarstwa lotniczego, z wykształcenia ekonomista.

## Życiorys
Andrzej Bobkowski urodził się w Wiener Neustadt w Austro-Węgrzech. Był synem Henryka, generała brygady Wojska Polskiego oraz Stanisławy z Malinowskich. Bratanek Wandy Bobkowskiej. Rodzice często zmieniali miejsce zamieszkania. Przebywali w Lidzie, Wilnie, Toruniu, Modlinie i Krakowie.
W latach 1924–1926 uczył się w toruńskim gimnazjum. W Krakowie uczęszczając do Gimnazjum im. Bartłomieja Nowodworskiego poznał swoją przyszłą żonę Barbarę Birtusównę (ślub wzięli w grudniu 1938). W 1933 rozpoczął studia ekonomiczne w SGH w Warszawie. W 1935 debiutował w „Tempie Dnia” krótką humoreską. Po ukończeniu studiów dostał pracę w Hucie Laura w Siemianowicach Śląskich, przerwał ją jednak w nie do końca wyjaśnionych okolicznościach, których efektem była emigracja.
W marcu 1939 wyjechał z żoną do Francji, do Châtillon pod Paryżem. Bobkowscy mieli się tam zatrzymać na krótko, tylko do czasu otrzymania wiz do Argentyny, gdzie Bobkowski miał podjąć pracę w przedstawicielstwie Polskiego Exportu Żelaza w Buenos Aires. Wybuch II wojny światowej pokrzyżował te plany.
7 września 1939 Andrzej Bobkowski zgłosił się do Wojska Polskiego we Francji, ale nie został przyjęty. W tym czasie utrzymywał się z handlu. Założył też (jako „Bobkowski, Chlorcio i Spółka”) polską pralnię pod wezwaniem Ducha Świętego opisaną w zabawny sposób we wspomnieniach. W styczniu 1940 zamknął swój interes i podjął pracę we francuskiej fabryce amunicji jako robotnik. Wkrótce został jednak oddelegowany do pracy w Biurze Polskim – reprezentował interesy polskich robotników zatrudnionych we Francji.
W czerwcu 1940, tuż przed wejściem Niemców do Paryża, został ewakuowany na południe Francji. Większość podróży przemierzył na rowerze. Opis i przemyślenia podczas tej wędrówki stały się osią dzieła jego życia – dzienników Szkice piórkiem. Po klęsce Francji pracował w biurze likwidacyjnym swojej fabryki. Prowadził również tajną pomoc dla polskich robotników. Ponownie podjął pracę w Biurze Polskim przy Atelier de Construction de Chatillon w Paryżu. W latach 1945–1946 pracował w polskiej YMCA, podejmując się jednocześnie innych zajęć zarobkowych (przez krótki czas prowadził księgarnię polską oraz trudnił się naprawą rowerów). Wraz z Andrzejem Chciukiem redagował pismo „Razem Młodzi Przyjaciele”, działał w organizacji Niepodległość i Demokracja, a także współpracował z Józefem Czapskim w paryskiej placówce II Korpusu. Od początku był w kręgu powstającej „Kultury” Jerzego Giedroycia.
W 1947 opublikował swój esej Nekyja w pierwszym numerze „Kultury”. Publikował też w „Wiadomościach” londyńskich i do początku lat 50. XX wieku w pismach krajowych m.in. „Tygodniku Powszechnym”, „Twórczości” i „Nowinach Literackich”. 25 czerwca 1948 wraz z żoną wyemigrował do Ameryki Środkowej i osiedlił się w Gwatemali. Żona uczyła tam rysunku i projektowała kostiumy, a Bobkowski rozpoczął pracę w biurze fabryki butów i jednocześnie rozwijał pasję modelarską. W 1949 w sklepie niemieckiego biznesmena Bobkowski założył warsztat modelarski, a następnie otworzył własny interes – Guatemala Hobby Shop, przemianowany później na Almacen Supermodelos. Zgromadził wokół siebie grono młodych entuzjastów modelarstwa i założył klub modelarski. W 1954 Bobkowski brał udział w światowych zawodach modeli latających w Stanach Zjednoczonych. W 1956 przyjechał na zawody do Szwecji, ale odwiedził także Szwajcarię, Niemcy i Francję.
W 1957 nakładem Instytutu Literackiego w Paryżu ukazały się Szkice piórkiem, okupacyjny dziennik Bobkowskiego. Za opowiadanie Spadek pisarz dostał literacką nagrodę londyńskich „Wiadomości”. W tymże roku okazało się, że Bobkowski ma nowotwór mózgu. W 1958 przeszedł pierwszą operację. Trzy tygodnie potem zapisał w dzienniku: „Wiem, że powinienem starać się nie myśleć, wrócić do normalnego życia natychmiast, gdy cięcie się zagoi. I wrócę. Ale chyba tylko na powierzchni. Na dnie będzie już zawsze tkwiło przygotowanie.” Kolejne operacje mają miejsce w 1959 i 1960. W 1959 publikuje w 11 numerze „Kultury” dramat Czarny piasek. Na wiosnę 1961 stan zdrowia Bobkowskiego znacznie się pogorszył, co sprawiło, że w kwietniu wyjechał do Stanów Zjednoczonych na leczenie i na narty. Zmarł po powrocie do Gwatemali w czerwcu 1961. Został pochowany w grobie rodzinnym doktora Quevedo, którego czterech synów od dwunastu lat uczył modelarstwa.
Po śmierci męża Barbara Bobkowska przetłumaczyła m.in. fragmenty Notatnika modelarza, Czarny piasek, Lourdes i esej Józefa Czapskiego Querido Bob. Uporządkowała manuskrypty męża i posłała je do Maisons-Laffitte. Korespondowała z Tymonem Terleckim, Mieczysławem Grydzewskim, Kazimierzem Wierzyńskim i Jerzym Giedroyciem.
Barbara Bobkowska zmarła 22 września 1982, została pochowana w tym samym grobie co Andrzej Bobkowski (do jej trumny przeniesiono prochy męża).
Roman Zimand w posłowiu do krajowego wydania Szkiców piórkiem napisał:

Zapisy z owych czterech lat i trzech miesięcy wojny, wydane w 1957 r. przez Instytut Literacki pod tytułem Szkice piórkiem. Francja 1940–1944 to jedna z najwybitniejszych pozycji XX-wiecznej polskiej diarystyki, całe zaś fragmenty dziennika to po prostu znakomita proza.

## Twórczość
- 1957 – Szkice piórkiem (Francja 1940–1944)
- 1970 – Coco de Oro. Szkice i opowiadania
- 1994 – Opowiadania i szkice
- 1997 – Jerzy Giedroyć Andrzej Bobkowski Listy 1946–1961
- 1997 – Spadek
- 2002 – Potłuczona mozaika. Andrzeja Bobkowskiego myśli o epoce
- 2003 – Przysiągłem sobie, że jeśli umrę, to nie w tłumie: Korespondencja z Anielą Mieczysławską 1951–1961
- 2006 – Listy do Tymona Terleckiego
- 2006 – Z dziennika podróży
- 2007 – Zmierzch
- 2008 – Punkt równowagi
- 2008 – Listy z Gwatemali do matki
- 2009 – Ikkos i Sotion oraz inne szkice
- 2009 – Tobie zapisuję Europę: Listy do Jarosława Iwaszkiewicza
- 2010 – Andrzej Bobkowski – Aniela Mieczysławska. Listy 1951–1961
- 2013 – Listy do Aleksandra Bobkowskiego 1940–1961
- 2019 – Czarny piasek, oprac. Krzysztof Ćwikliński

W swojej twórczości Andrzej Bobkowski krytykował kolektywizm, był gorącym orędownikiem indywidualizmu i szerokiej autonomii jednostki. Szkice piórkiem oprócz bacznego opisu Francji po klęsce 1940 są też gorzkim szkicem kondycji Europy doby międzywojennej. W książce widać również przywiązanie autora do detali i ich symboliki. Tuż po II wojnie światowej Bobkowski związał się ze środowiskiem paryskiej „Kultury” i publikował na jej łamach. Formułował dosyć wyraźne i kontrowersyjne poglądy na temat roli jednostki w społeczeństwie, krytykował postawy polskich emigrantów. Jego emigracja do Gwatemali stanowiła swoistego rodzaju protest przeciw Europie, która wedle Bobkowskiego skompromitowała już swoje wartości.

## Opracowania twórczości
- Maciej Nowak, Inaczej przeżyta nowoczesność. O pisarstwie Andrzeja Bobkowskiego, Instytut Literatury, Kraków 2021[6],
- Katarzyna Plucińska-Smorawska, Między historią a literaturą: o "Szkicach piórkiem" Andrzeja Bobkowskiego, Warszawa 2005, Neriton